# Крамер, Елена Вилоровна
Еле́на Вило́ровна Кра́мер (Спиридо́нова; род. 22 августа 1960) — советская и российская актриса театра и кино.

## Биография
Окончила Ленинградский государственный институт театра, музыки и кинематографии (ЛГИТМиК) в 1988 году (мастерская И. Штокбанта).
Свою профессиональную деятельность начала в конце 1980-х годов в совместных концертных выступлениях с композитором и певцом Игорем Корнелюком («Милый, мне очень грустно было…»).
С 1988 года работала в Санкт-Петербургском театре «Буфф». В настоящее время актриса театра «Фарсы» (Санкт-Петербург).

## Семья
- Муж — Виктор Крамер, театральный режиссёр и продюсер.

## Театральные работы
- Театр «Русская антреприза» им. Андрея Миронова: «Сирена и Виктория» (режиссёр Виктор Крамер).
- Театр эстрады под руководством Юрия Гальцева: «Кушать подано».
- Театр «Фарсы»: «Гамлет» (режиссёр Виктор Крамер), роль Гертруды.
- Мариинский Театр: «Царь Демьян» (Ужасное оперное представление в одном действии, режиссёр-постановщик Виктор Крамер), роль — неакадемический голос.

## Фильмография
- 1991 — Звезда шерифа — эпизод
- 1997 — На заре туманной юности — Наталья Пушкина
- 1998 — Бобака Саскервилей — стюардесса
- 1999 — Молох — Магда Геббельс
- 2001 — Агент национальной безопасности-3 — Наталья, хозяйка салона «Белафаче»
- 2001 — Потому что мама (короткометражный)
- 2001 — Улицы разбитых фонарей-4 — Ольга
- 2003 — Русский ковчег — дама в белом
- 2004 — Сокуров (документальный)
- 2005 — Sказка O Sчастье — Ирина
- 2005 — Счастливый — Нина
- 2008 — Золото Трои — графиня Элиза
- 2011 — Брак по завещанию. Возвращение Сандры — эпизод
- 2011 — Формат А4 — эпизод
- 2011 — Чужой ребёнок — эпизод
- 2014 — Тест на беременность — Анна, жена Анатолия
- 2015 — Такая работа — Нина Гордеева, подруга Ларисы Марченко
- 2016 — Мажор-2 — Нина Викторовна, мать Стаса
- 2021 — Алиби — Юлия Клюева